# Юсуф, Мохамед Абди
Мохамед Абди Юсуф (сомал. Maxamed Cabdi Yuusuf, араб. محمد يوسف عبدي‎; род. 1 июля 1941, Мудуг) — сомалийский государственный деятель. Премьер-министр Сомали с 8 ноября 2003 года по 1 ноября 2004 года.

## Биография
Мохамед Абди Юсуф родился в 1941 году в Мудуге, Итальянское Сомали. Происходит из подклана Ауртабле, клан Дарод. 
8 декабря 2003 года Юсуф был назначен премьер-министром Сомали президентом Абдулкасимом Саладом Хасаном. 3 ноября 2004 года новый президент Абдуллахи Юсуф Ахмед заменил Юсуфа Али Мохамедом Геди.